# Džiugas Siaurusaitis
Džiugas Siaurusaitis (* 19. Oktober 1971 in Vilnius) ist ein litauischer Schauspieler und Synchronsprecher.

## Leben und Wirken
Džiugas Siaurusaitis wurde als Sohn eines Arztes und einer Architektin in der litauischen Hauptstadt Vilnius geboren, wo er auch aufgewachsen ist.
Er ist seit 1989 als Schauspieler in der Filmbranche und auf der Theaterbühne aktiv. Er wirkte unter anderem in der historischen Romanverfilmung Krieg und Frieden mit.
Zudem ist Siaurusaitis umfangreich als Synchronsprecher tätig. Er lieh mehreren Figuren in Videospielen und Animationsfilmen seine Stimme. Er war einige Jahre lang der litauische Sprecher von Homer Simpson in der Zeichentrickserie Die Simpsons sowie auch in Die Simpsons – Der Film.
Džiugas Siaurusaitis ist seit 2010 in zweiter Ehe mit der Schauspielerin Lina Rastokaite (* 1979) verheiratet. Aus seiner ersten Ehe hat er eine Tochter und einen Sohn. Neben seiner Muttersprache Litauisch spricht er auch Russisch, Deutsch und Englisch.